# ТЕС Верцуоло-Гевер
ТЕС Верцуоло-Гевер — теплова електростанція на північному заході Італії у регіоні П'ємонт, провінція Кунео. Споруджена з використанням технології комбінованого парогазового циклу.
Введена в експлуатацію у 2002 році, станція має один енергоблок потужністю 120 МВт. У ньому встановили дві газові турбіни потужністю по 40 МВт, які працюють на природному газі та через котли-утилізатори живлять одну парову турбіну з показником 40 МВт. Крім того, пар для останньої може подаватись від окремого котла, котрий працює за технологією бульбашкового киплячого шару та спалює біомасу — кору та інші відходи целюлозно-паперового комбінату Cartiera Burgo. Останній також є споживачем виробленої станцією електро- та теплової енергії.
Для видалення продуктів згоряння із котлів-утилізаторів споруджені два димарі висотою по 35 метрів, крім того, ще два димарі тієї ж висоти встановлені після газових турбін на випадок виходу з ладу котлів-утилізаторів. В той же час, котел для спалювання відходів сполучений із димарем висотою 40 метрів.